# اکرم عبد ربه
اکرم عبد ربه (انگلیسی: Akram Abd Rabo؛ زادهٔ ۲۶ دسامبر ۱۹۹۲) یک ورزشکار اهل مصر است.